# Canal Rasa
La Canal Rasa és un barranc que discorre dins del terme municipal de la Vall de Boí, a la comarca de l'Alta Ribagorça, i dins la zona perifèrica del Parc Nacional d'Aigüestortes i Estany de Sant Maurici.
És afluent per l'esquerre de la Noguera de Tor. Situada al sud del Barranc de Comaltes i al nord de la Canal Carnicera, té el naixement a 2.185 metres, a l'Obaga de Caldes. El seu curs discorre cap a l'oest, per desaiguar a la Noguera de Tor, a 1.468 metres d'altitud, just davant del Balneari de Caldes de Boí.